# Jesús Puente
Jesús Puente Alzaga (Madrid, 18 de diciembre de 1930 - ibid., 26 de octubre de 2000) fue un actor y presentador de televisión español.

## Biografía
Nacido en Madrid, Jesús Puente desarrolló su carrera de actor en todos los medios, tanto en cine como en teatro y televisión. Comenzó los estudios de Medicina, pero abandonó la carrera en el cuarto curso, debido a su vocación por la interpretación.
Inició entonces su trayectoria teatral con obras de Lope de Vega y Calderón, entremeses de Cervantes y la obra El caso de la mujer asesinadita, de Miguel Mihura. Tras estas experiencias fue contratado por el Teatro de Cámara de José Luis Alonso y más tarde por la compañía de María Jesús Valdés (La hora de la fantasía, de Anna Bonnacci, 1954; La fierecilla domada, Shakespeare, 1954; Medida por medida, de Shakespeare, 1955) y con la de Conchita Montes, protagonizando la obra La otra calle. También actuó con la Compañía Dido Pequeño Teatro con la que puso en escena entre otras: Cándida (1957) de George Bernard Shaw y Fedra (1957) de Miguel de Unamuno.
Su carrera sobre las tablas ha estado plagada de éxitos, pudiendo destacarse los estrenos de Amor es Amor, El tragaluz (1967), de Antonio Buero Vallejo; Juegos de sociedad (1970), de Juan José Alonso Millán; La Fundación (1974), de nuevo de Buero Vallejo; Las cítaras colgadas de los árboles (1974), de Antonio Gala; Los peces rojos  (1975), de Jean Anouilh, La piel del limón (1976), de Jaime Salom, Violines y trompetas (1977), El hombre del atardecer (1981) y Las tormentas no vuelven (1982), las tres de Santiago Moncada; Esta noche, gran velada (1983), de Fermín Cabal; El alcalde de Zalamea (1988), de Calderón de la Barca; Dígaselo con Valium (1993), de José Luis Alonso de Santos, o su participación, en 1988, con la Compañía Nacional de Teatro Clásico en el Festival de Teatro de Almagro, con La Celestina, y su interpretación en Las aves (2000), de Aristófanes, en el Festival de Teatro Clásico de Mérida.
Al mismo tiempo debutó en el mundo de la radio, concretamente, en Radio Nacional de España, donde trabajó con Domingo Almendros y Juan Guerrero Zamora.
En 1962, fue contratado en los estudios Sevilla Films de la mano de su mujer -María Luisa Rubio-; llegando a poner voz en numerosas ocasiones al actor estadounidense James Stewart (siendo su voz habitual en Madrid), entre otros. También dobló a Alec Guinness en Lawrence de Arabia. No retomó estas actividades hasta quince años después, ya de manera esporádica. Dobló en más de 300 títulos.
En 1957 debutó en el cine con la película Las muchachas de azul, dirigida por Pedro Lazaga. Su filmografía incluye, como trabajos destacados, Las chicas de la Cruz Roja (1958); Ha llegado un ángel (1961), de Luis Lucia, con Marisol; Más bonita que ninguna (1965), de Luis César Amadori, con Rocío Dúrcal; La estanquera de Vallecas (1987), de Eloy de la Iglesia; Sesión continua (1984), Asignatura aprobada (1987) y You're the one (2000) (estas tres últimas de José Luis Garci), además de numerosos spaghetti western.
Presente en televisión casi desde la llegada de este medio a España, debutó en 1957 en Televisión española. A lo largo de las tres décadas siguientes interpretaría todo tipo de obras dramáticas en espacios como Estudio 1, Novela, Primera fila o Teatro de familia. Además, en 1972 protagonizó en solitario la comedia Aventuras y desventuras de Mateo y, junto a María Luisa San José, la serie Diálogos de un matrimonio (1982).
Durante un tiempo formó pareja artística con Juanjo Menéndez, con quien intervino en el programa 625 líneas (1979) y rodó la serie El español y los siete pecados capitales (1980).
En 1988 se estrenó como director de escena en la obra de teatro Entre mujeres (1988), de Santiago Moncada, a la que seguiría un año más tarde Los ochenta son nuestros, de Ana Diosdado.
En 1990 es fichado por la cadena Telecinco para presentar el concurso Su media naranja, así como colaborar en diversos especiales de la cadena como los de fin de año, entre otros. En 1994 pasó a Antena 3 para sustituir a Isabel Gemio en Lo que necesitas es amor, en el que permaneció cuatro años, y que abandonó para protagonizar la serie Ada Madrina (1998), junto a Carmen Sevilla, que se mantuvo pocas semanas en pantalla.
Se casó en primeras nupcias con la actriz de doblaje María Luisa Rubio, con quien tuvo dos hijos, Ágata y Jesús. Tras separarse, se casó con la actriz Licia Calderón, en 1974, con la que tuvo una única hija, Chesu. 
Fue galardonado con dos Premios Ondas de Televisión (en 1962, como Mejor actor, y en 1990 por Su media naranja). También se le concedieron sendos TP de Oro: En 1980, como Personaje más popular, junto a Juanjo Menéndez, por El español y los siete pecados capitales, y en 1996, por su trayectoria profesional. 
El popular artista murió el 26 de octubre de 2000 a los 69 años de un ataque al corazón en la clínica madrileña de La Zarzuela, donde permanecía ingresado desde hacía tres días tras sufrir un infarto.

## Filmografía
- You're the one (2000)
- Eso (1997)
- Caminos de tiza (1988)
- Terroristas (1987)
- Asignatura aprobada (1987)
- La estanquera de Vallecas (1987)
- Veredicto implacable (1987)
- Los presuntos (1986)
- Romanza final (Gayarre) (1986)
- El orden cómico (1986)
- Capullito de alhelí (1986)
- Violines y trompetas (1984)
- Memorias del General Escobar (1984)
- Sesión continua (1984)
- Gritos de ansiedad (1984)
- La avispita Ruinasa (1983)
- Despido improcedente (1980)
- Mi adúltero esposo (1979)
- El fascista, la beata y su hija desvirgada (1978)
- Obsesión (1975)
- Marta (1971)
- El dinero tiene miedo (1970)
- Crimen imperfecto (1970)
- El mejor del mundo (1970)
- Un hacha para la luna de miel (1970)
- El conde Drácula (1970)
- A 45 revoluciones por minuto (1969)
- Una historia perversa (1969)
- Tarzán en la gruta del oro (1969)
- Hora cero: Operación Rommel (1969)
- ¿Por qué pecamos a los cuarenta? (1969)
- Verano 70 (1969)
- El regreso de Al Capone (1969)
- Persecución hasta Valencia (1968)
- Dos hombres van a morir (1968)
- Gorbet
- Bandidos (1967)
- Un hombre vino a matar (1967)
- El gran golpe de Niza (1967)
- Dos cruces en Danger Pass (1967)
- El cobra (1967)  Stiarkos
- S077: Operación relámpago (1966)
- El Zorro cabalga otra vez (1966)
- La muerte cumple condena (1966)
- Dos contra Al Capone (1966)
- Un gángster llegado de Brooklyn (1966)
- Adiós gringo (1965)
- Ocaso de un pistolero (1965)
- Dos caraduras en Texas (1965)
- Loca juventud (1965)
- Más bonita que ninguna (1965)
- Las malditas pistolas de Dallas (1964)
- Fin de semana (1964)
- Antes llega la muerte (1964)
- El hombre de la diligencia (1964)
- Cyrano y d'Artagnan (1964)
- Ella y el miedo (1964)
- Los conquistadores del Pacífico (1963)
- Rocío de La Mancha (1963)
- La hora incógnita (1963)
- Eva 63 (1963)
- Fra Diávolo (1962)
- Escuela de seductoras (1962)
- Sabían demasiado (1962)
- Accidente 703 (1962)
- El día más largo (1962)
- Aprendiendo a morir (1962)
- Diferente (1962)
- Tres de la Cruz Roja (1961)
- Ha llegado un ángel (1961)
- Teresa de Jesús (1961)
- Usted puede ser un asesino (1961)
- Los económicamente débiles (1960)
- La paz empieza nunca (1960)
- Días de feria (1960)
- La fiel infantería (1960)
- Trío de damas (1960)
- Los últimos días de Pompeya (1959)
- Los tramposos (1959)
- Bombas para la paz (1959)
- Diez fusiles esperan (1959)
- Gayarre (1959)  Elorrio
- Las chicas de la Cruz Roja (1958)
- Historias de Madrid (1958)
- El Cristo de los Faroles (1958)
- El hereje (1958)
- El hombre que viajaba despacito (1957)
- Las muchachas de azul (1957)

## Teatro (selección)
- La hora de la fantasía (1954), de Anna Bonnacci.
- La fierecilla domada (1954), de William Shakespeare.
- Deseo bajo los olmos (1954)
- Fedra (1957), de Unamuno.
- Cándida (1957), de George Bernard Shaw.
- El precio (1970), de Arthur Miller.
- Juegos de sociedad (1970), de Juan José Alonso Millán.

## Trayectoria en televisión
- Paraíso 
  - Pandora y el dragón (13 de septiembre de 2000)
- Ada Madrina (1999)
- La casa de los líos 
  - El 28 D (28 de diciembre de 1997)
- Lo que necesitas es amor (1994-1998)
- Historias del otro lado
  - El Que Decide (8 de mayo de 1991)
  - El Gran Truco (12 de junio de 1991)
  - Semiosis (19 de junio de 1991)
  - Dual (21 de febrero de 1996)
- Su media naranja (1990-1994)
- El Millonario (1992)
- Pájaro en una tormenta
  - Una pieza rota (21 de septiembre de 1990)
  - Cosas de familia (12 de octubre de 1990)
  - Caras nuevas, viejas historias (26 de octubre de 1990)
  - La trama negra (2 de noviembre de 1990)
- Primera función
  - Querido insensato (3 de agosto de 1989)
  - Las cometas (16 de noviembre de 1989)
- Tarde de teatro
  - Un marido de ida y vuelta (14 de diciembre de 1986)
- La comedia dramática española 
  - Esta noche, gran velada (18 de septiembre de 1986)
- Platos rotos 
  - Alguien voló sobre el nido del colibrí (16 de octubre de 1985)
  - La mala sombra de una duda (6 de noviembre de 1985)
  - Domicilio extraconyugal (11 de diciembre de 1985)
  - Sábado, maldito sábado (25 de diciembre de 1985)
- Escrito para TV 
  - Querido insensato (11 de septiembre de 1984)
- El jardín de Venus 
  - Serafina (13 de diciembre de 1983)
  - Violante (20 de diciembre de 1983)
  - El Prevenido Engañado (27 de diciembre de 1983)
- La comedia 
  - Las tormentas no vuelven (22 de noviembre de 1983)
- Diálogos de un matrimonio (1982)
- El español y los siete pecados capitales (1980)
- 625 líneas (1979)
- Las viudas 
  - Viuda romántica (5 de abril de 1977)
- Buenas noches, señores 
  - La hora del ángel (9 de agosto de 1972)
- Aventuras y desventuras de Mateo  (1972)
- Las tentaciones 
  - La escuela de los padres (19 de octubre de 1970)
  - El león emisario (15 de noviembre de 1970)
- Estudio 1 
  - La noche de Simon Pedro (1 de enero de 1965)
  - Una tal Dulcinea (13 de octubre de 1965)
  - 50 años de felicidad (11 de enero de 1966)
  - Más allá del horizonte (15 de junio de 1966)
  - Una doncella francesa (3 de agosto de 1966)
  - Los árboles mueren de pie (5 de octubre de 1966)
  - Tres sombreros de copa (16 de noviembre de 1966)
  - Un sombrero de paja de Italia (12 de julio de 1967)
  - El señor Adrián, el primo (2 de agosto de 1967)
  - Un marido ideal (30 de agosto de 1967)
  - La bella Dorotea (17 de octubre de 1967)
  - El caballero de las espuelas de oro (14 de mayo de 1968)
  - El landó de seis caballos (4 de junio de 1968)
  - Usted puede ser un asesino (25 de junio de 1968)
  - Miedo al hombre (2 de julio de 1968)
  - Mi marido no me entiende (27 de agosto de 1968)
  - Catalina de Aragón (22 de julio de 1969)
  - Un espíritu burlón (22 de enero de 1970)
  - César y Cleopatra (27 de mayo de 1971)
  - Nuestra Ciudad (29 de julio de 1971)
  - La señorita de Trevélez (30 de julio de 1971)
  - El pensamiento (10 de diciembre de 1971)
  - Vamos a contar mentiras (29 de diciembre de 1972)
  - El concierto de San Ovidio (19 de enero de 1973)
  - Doce hombres sin piedad (16 de marzo de 1973)
  - Me casé con un ángel (4 de mayo de 1973)
  - Verde esperanza (27 de julio de 1973)
  - Las mujeres sabias (1 de marzo de 1974)
  - Historia de un adulterio (29 de marzo de 1974)
  - La fundación (28 de febrero de 1977)
  - Trampa para un hombre solo (30 de mayo de 1977)
  - Usted puede ser un asesino (27 de junio de 1977)
  - Juegos de sociedad (2 de marzo de 1978)
  - Celos del aire (25 de abril de 1979)
- Teatro de misterio 
  - Luz de gas (3 de agosto de 1970)
- Diana en negro 
  - Noche De Aniversario (1 de enero de 1970)
- Teatro de siempre 
  - El hombre de mundo (20 de octubre de 1967)
  - Las alegres comadres de Windsor (19 de marzo de 1971)
  - El bastardo Mudarra (29 de noviembre de 1971)
- Telecomedia de humor 
  - Con la vida del otro (22 de enero de 1967)
- Hermenegildo Pérez, para servirle 
  - Estreno de actor (26 de agosto de 1966)
- Los encuentros 
  - Quedó grabada la voz (20 de agosto de 1966)
  - Le espera (22 de octubre de 1966)
- El tercer rombo 
  - Envuelta en un gran papel (12 de julio de 1966)
  - Carne sin patatas (26 de julio de 1966)
  - Un favor a la vecina (16 de agosto de 1966)
- Teatro de humor 
  - Los ladrones somos gente honrada (11 de abril de 1965)
  - ¿De acuerdo, Susana? (9 de mayo de 1965)
- Teatro de familia 
  - El hombre de la carretera (11 de agosto de 1964)
- Historias de mi barrio 
  - La Miss (29 de julio de 1964)
  - Las oposiciones (12 de agosto de 1964)
- Mañana puede ser verdad 
  - El zorro y el bosque (29 de mayo de 1964)
  - La tercera expedición (26 de junio de 1964)
  - Los Bulbos (6 de noviembre de 1964)
- Tengo un libro en las manos 
  - La muerte del héroe (23 de julio de 1963)
  - Santes Creus (15 de septiembre de 1966)
- Novela
  - El caso de la señora nerviosa (15 de julio de 1963)
  - ¿Quién me asesinó? (3 de febrero de 1964)
  - Las dos vidas de Marcela (13 de abril de 1964)
  - La pesca de la sirena (22 de junio de 1964)
  - La familia de Domingo (13 de julio de 1964)
  - Investigación judicial (7 de junio de 1965)
  - Las cartas (5 de julio de 1965)
  - El alma prestada (6 de septiembre de 1965)
  - El fin de un largo viaje (4 de abril de 1966)
  - Tartarín de Tarascón (5 de septiembre de 1966)
  - Los candelabros del emperador (19 de septiembre de 1966)
  - Jenner (5 de diciembre de 1966)
  - El gabinete de sueños (20 de noviembre de 1967)
  - El catalejo (26 de enero de 1970)
  - Cinco peldaños (13 de julio de 1970)
  - Las mariposas cantan (15 de noviembre de 1970)
  - La pequeña Dorrit I (28 de diciembre de 1970)
  - La condesa de Bureta (17 de julio de 1972)
  - La actriz (23 de julio de 1973)
  - Semblanza de una dama (26 de agosto de 1974)
  - Los misterios de París (26 de septiembre de 1976)
  - Ecos de sociedad (2 de mayo de 1977)
  - Grandes esperanzas (3 de julio de 1978)  Jaggers
- Primera fila 
  - Esta noche es la víspera (10 de mayo de 1963)
  - La herida del tiempo (19 de julio de 1963)
  - Una noche de primavera sin sueño (5 de agosto de 1964)
  - Adiós, Mimí Pompón (3 de febrero de 1965)
  - La vida en un bloc (17 de marzo de 1965)
  - Corrupción en el Palacio de Justicia (8 de abril de 1965)
  - Los caciques (28 de julio de 1965)
  - Deuda pendiente (29 de septiembre de 1965)
- Estudio 3 
  - La Boda (1 de enero de 1963)
  - La Familia de Domingo (12 de julio de 1964)
  - Fecha de episodio 22 de noviembre de 1964 (22 de noviembre de 1964)
- Gran teatro 
  - Los Últimos De Filipinas (1 de enero de 1961)
  - Marea Baja (1 de enero de 1961)
  - Paquebot Tenacity (1 de enero de 1961)
  - La Lola se va a los puertos (1 de enero de 1961)
  - Doce hombres sin piedad (30 de enero de 1961)
  - El Bosque encantado (13 de octubre de 1961)
  - Los Días Felices (25 de enero de 1962)
- Fila Cero
  - Doce hombres sin piedad (26 de enero de 1959)